# Вилюй (приток Нейвы)
Вилюй — река в Горноуральском городском округе Свердловской области, левый приток реки Нейва.

## География
Исток в заболоченной местности к северо-востоку от села Шиловка, в 5 км к западу от болота Потайное. Устье по левому берегу реки Нейва в 195 км от устья последней, южнее села Краснополье. По данным «Иллюстрированной краеведческой энциклопедии» урез устья 197 м над уровнем моря, однако на карте отметка 195,8 стоит на русле Нейвы выше устья Вилюя.
Длина реки — 28 км, площадь водосборного бассейна — 191 км².
Вилюй протекает на севере посёлка Новоасбест, через посёлок Вилюй, деревню Соседкова и село Краснополье.
Крупнейший приток Вилюя — река Мостовка — впадает в него слева, в 4,2 км от устья.

## Хозяйственное значение
С 1954 года в течение около десяти лет в верхнем течении Вилюя велась промышленная золотодобыча с помощью драги. С тех пор на реке осталось несколько небольших прудов. Ещё один пруд, в окрестностях села Краснополье, был устроен в 1985 году. Он используется для рекреации и разведения карпа. Воды реки Вилюй много лет использовались для орошения сельхозугодий.

## Топонимика
По мнению А. К. Матвеева, название реки происходит от русского слова «вилять» и описывает извилистый характер её русла в нижнем течении.

## Данные государственного водного реестра
По данным государственного водного реестра России относится к Иртышскому бассейновому округу, водохозяйственный участок реки — Реж (без реки Аять от истока до Аятского гидроузла) и Нейва (от Невьянского гидроузла) до их слияния, речной подбассейн реки — Тобол. Речной бассейн реки — Иртыш.
Код объекта в государственном водном реестре — 14010501812111200006419.